# Sophie Michael
Sophie Michael (Londres, 1985) és una artista i cineasta del Regne Unit que viu i treballa a Londres. Per bé que és coneguda per les seves pel·lícules experimentals, també ha fet escultures, instal·lacions i treballs fotogràfics.

## Biografia
Nascuda a Londres l’any 1985, Sophie Michael va estudiar escultura a l'Escola de Belles Arts Slade de Londres (2004-2008), on durant el darrer any va entrar en contacte amb el cinema, després d’haver experimentat amb diapositives de 35mm. L’any 2012 es va graduar a la Royal Academy Schools i allà va fer instal·lacions, a manera de decorats, que es fonamentaven en manuals de reforma de la llar dels anys seixanta i setanta, així com pel·lícules educatives.
Treballa tant amb cinema com amb fotografia, animacions, escultura o instal·lacions, i en les seves obres, que es considera que destaquen per la seva tècnica i estètica, tracta conceptes com la memòria cultural, el color o l’abstracció. Les seves pel·lícules en 16mm exploren temes com la nostàlgia o la innocència, que beuen sobretot del cinema experimental i del disseny de mitjans del segle xx, i qüestionen la nostra relació amb el passat a través de la lent del present.
D’entre la seva filmografia s’han destacat els curtmetratges Compact (2010), Stay Perfect (2010), 99 Clerkenwell Road, London (2010), Untitled (Xmas) (2010), Dark/Slide (2011) i la sèrie Astrid (2010-2014), així com la instal·lació Troc (2010). La seva obra s’ha exhibit en diferents espais de Londres i del Regne Unit, així com també d'Alemanya, França, Suïssa, Grècia, Nova York, Argentina i Nova Zelanda. Igualment, les seves pel·lícules han estat seleccionades per nombrosos festivals internacionals de cinema com del Durham International Film Festival (2009), el Festival Internacional de Cinema de Toronto (2011, 2016), el Festival de Cinema i Vídeo Experimental de Zagreb (2012), el Melbourne International Film Festival (2012), el Festival Internacional de Cinema de Rotterdam (2012), el Latitude Festival de Suffolk (2013), el Festival de Curtmetratges de Copenhaguen (2013), el Festival de Cinema Independent Indic de Lisboa (2014), l'Images Festival de Toronto (2014), el London Short Film Festival de Londres (2015), el Festival Internacional de Curtmetratge d’Hamburg (2014), el Berwick Film & Media Arts Festival (2016), el Festival Internacional de Cinema de Hong Kong (2017) o el Festival Internacional de Cinema Curtas Vila do Conte (2017).
Es poden trobar obres de Sophie Michael a les col·leccions de la Tate Gallery, l'Arts Council England, Caldic i Zabludowicz.